# Panamanäset

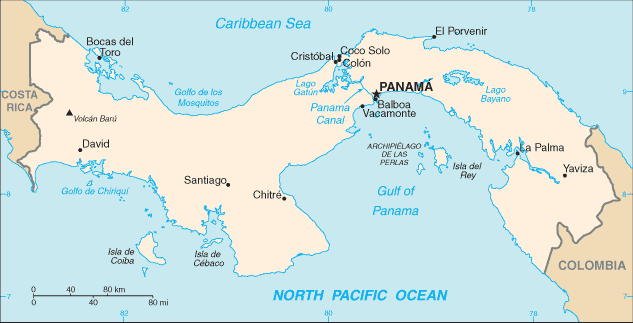
Panamanäset

Panamanäset (spanska: Istmo de Panamá) eller historiskt även Dariennäset (spanska: Istmo de Darién), är det näs i Centralamerika som avskiljer Karibiska havet (och därmed Atlanten) från Stilla havet och som förenar Nord- och Sydamerika. Panamanäset bildades för omkring tre miljoner år sedan under pliocen. Idag ligger näset i Panama och genomkorsas av Panamakanalen. Liksom de flesta näs är det av stor strategisk betydelse.

## Geologi
För tjugo miljoner år sedan var området där i dag Panama ligger täckt av hav. Nord- och Sydamerika var två åtskilda kontinenter och havsströmmar kunde flöda fritt mellan de två oceanerna. Under havsytan kolliderade långsamt två av jordskorpans kontinentalplattor vilket gjorde att en subduktionzon bildades där Stillahavsplattan trycktes ned under Karibiska plattan. Hettan och trycket som kollisionen orsakade gjorde att undervattensvulkaner bildades, av vilka några till slut bildade öar för omkring femton miljoner år sedan. Samtidigt pressades havsbotten upp av kollisionen och vissa delar lyftes upp ovanför havsytan.
Med tiden började havsströmmar bryta loss delar av kontinenterna som sedimenterades i form av sand och lera mellan de nybildade öarna. Gradvis fylldes mellanrummen mellan öarna igen och för omkring tre miljoner år sedan hade näset bildats mellan kontinenterna.

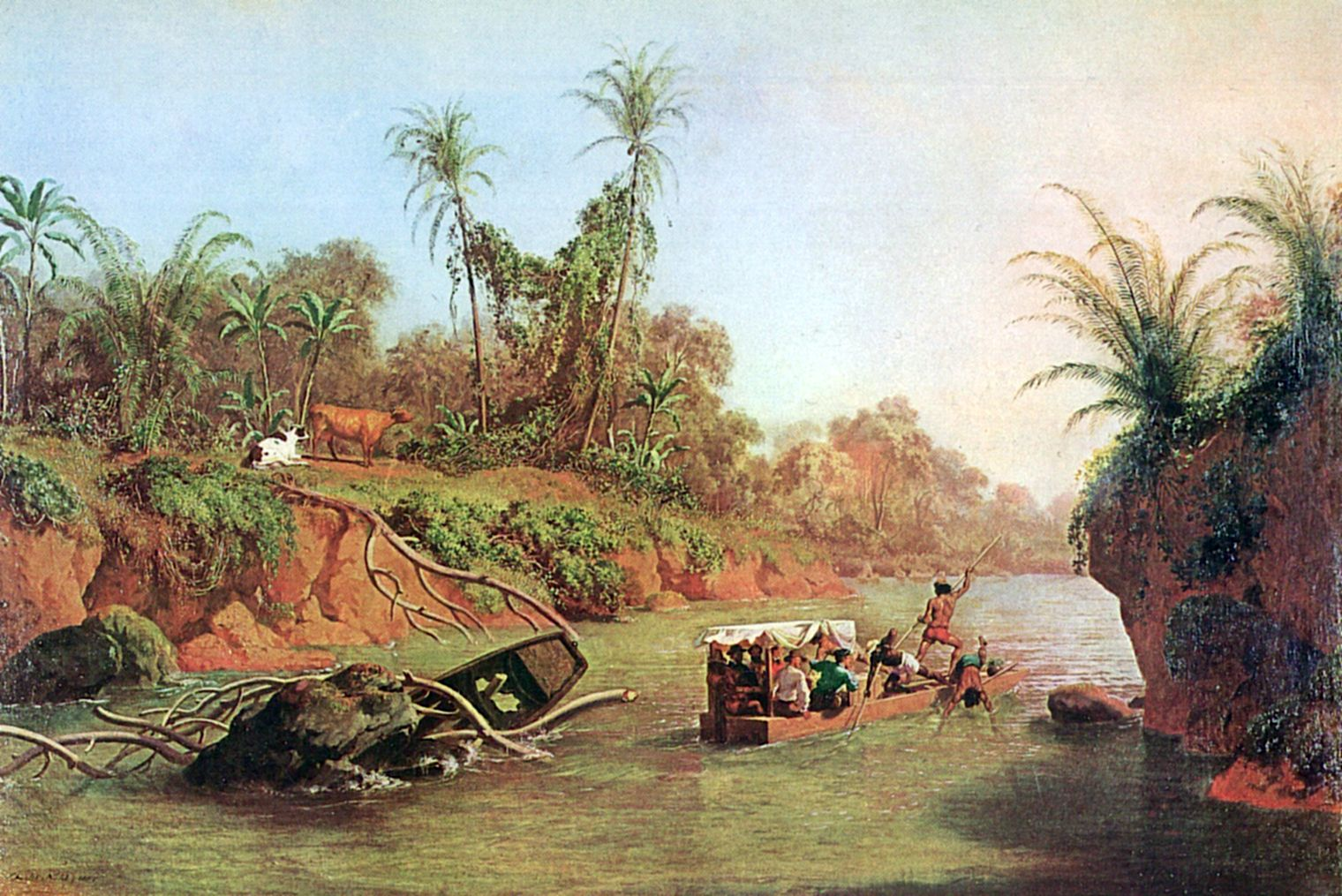
En oljemålning av den tyskfödde konstnären Charles Christian Nahl från 1850: Panamanäset i höjd med Chagresfloden.

Bildandet av Panamanäset kan vara en av de geologiskt mest betydelsefulla händelserna på jorden under de senaste sextio miljoner åren. Även om sundet är litet jämfört med kontinenterna som omger det innebar Panamanäset en mycket stor påverkan på jordens klimat. Havsströmmarna som tidigare flutit mellan kontinenterna stoppades och bland annat bildades Golfströmmen i Atlanten vilket gör klimatet betydligt varmare i nordvästra Europa (vintrarna i Norden skulle vara omkring 10°C kallare utan Golfströmmen). Dessutom började salthalten i Atlanten att öka sedan utbytet mellan oceanerna upphört. 
Bildandet av Panamanäset orsakade direkt och indirekt det globala mönster som havets strömmar idag följer vilket i sin tur påverkat både atmosfär, nederbörd och landskap över hela jordklotet. Förmodligen gjorde det varmare klimatet att isen vid polerna bildades vilket ledde till istiden under pleistocen.
Bildandet av Panamanäset har också haft stor betydelse för den biologiska mångfalden i världen. Sydamerika hade innan dess varit isolerad i många miljoner år. Vissa arter tog sig norr ut över näset, till exempel bältdjur, trädpiggsvin och opossum, medan andra fortsatte sin migration söder ut över näset, till exempel björn, katt, hund, lamadjur och tvättbjörnar. Det kallas det Stora amerikanska faunautbytet.

## Historia
1513 färdades Vasco Núñez de Balboa över Panamanäset och upptäckte den centralamerikanska stillahavskusten för västvärlden.
Skottland försökte genom Dariénplanen 1698 upprätta en koloni, men fick överge den efter några år.